# Йосиф (Хазария)
Вижте пояснителната страница за други личности с името Йосиф.
Йосиф (Йосиф бен Аарон, на иврит: יוסף‎, Joseph ben Aaron) е хаган (цар) на хазарите през 950-е – 960-е г.

## Живот
Йосиф е единственият хазарски владетел, за когото има относително подробна информация. Сведенията произлизат от комплекса документи Еврейско-хазарската кореспонденция, провела се по инициатива на сановника на Кордовския халифат Хасдай ибн Шафрут. Кореспонденцията се води на иврит.
Той е син и наследник на Аарон II от династията Буланиди.
Женен е за аланска принцеса, за да се закрепи хазаро-аланския съюз. По вероизповедание е юдей. Съвременник е на византийския император Роман I Лакапин (919 – 944).
Хазария е завоювана от руския княз Святослав.

## Хазарска кореспонденция
В периода между 954 и 961 г.
- Писмо на равина от халифата на Кордова Исаак бар Шапрут (Хасдай) до хазарския цар (бег) Йосиф
- Отговор на писмото-запитване от цар (бег) Йосиф
- Фрагмент от отговора на цар (бег) Йосиф – по/от хазарски евреин (така наречения Кеймбриджки аноним или кратка версия на отговора).